# Juan Gallastegui
Gallastegui  Roca est un nom espagnol. Le premier nom de famille, en général paternel, est Gallastegui ; le second, en général maternel, souvent omis, est Roca.
Juan Antonio Gallastegui Roca, né le 1979 à Castro Urdiales, est un musicien, compositeur et chef d'orchestre espagnol, basé aux États-Unis.
Né en Espagne, il vit aux États-Unis depuis le début des années 2010 et a depuis dirigé divers orchestres à travers le pays américain, notamment à Washington. Il a été chef de l'Orchestre Symphonique de Loudoun, chef principal de l'Orchestre Symphonique Accord et directeur musical et chef principal du Rogue Valley Symphonic Band.
En plus, il est titulaire d'un doctorat en musicologie, il est un expert de l'œuvre de Sergiu Celibidache. Il enseigne également la musique et dirige des orchestres dans diverses universités américaines, dont l'Université du Sud de l'Oregon.

## Biographie
Il est né à Castro Urdiales (Cantabrie) en 1979. Il est le plus jeune de sept frères et sœurs. Il est le fils du musicien Juan Antonio Gallastegui Ruiz, d'origine basque de Vitoria-Gasteiz (Pays basque), qui était membre de la fanfare municipale de Castro Urdiales,.
Il a commencé ses études de musique à Castro-Urdiales en 1989. Il a été membre de l'Orchestre à vent Municipal de Musique de Castro Urdiales en tant que joueur d'euphonium principal entre 1990 et 2012, qui comprenait également son père et son oncle. En 2003, il a cofondé la Association de l'Orchestre à vent Municipal de Musique de Castro Urdiales.
Il a obtenu son diplôme d'études supérieures en tuba et son diplôme d'études supérieures en pédagogie du tuba au Conservatoire supérieur de musique de Navarre en 2010. Il est diplômé en histoire et en sciences de la musique de l'Université de La Rioja en 2011. Il a ensuite obtenu un diplôme de troisième cycle en esthétique de la direction d'orchestre à l'Université Transilvania de Brasov (Roumanie) en 2013.
En 2010, il a dirigé la Orchestre à vent Symphonique Municipal de Huelva (Huelva) et en 2012, il a été directeur de la Camerata Antonio Soler de San Lorenzo de El Escorial (Madrid) lors de certains concerts. En 2013, il a été chef d'orchestre de l'Orchestre Philharmonique d'État de Brașov (Roumanie).
En 2014, il a reçu la Bourse d'Excellence Rafael del Pino décernée par la Fondation Rafael del Pino pour des études de troisième cycle à l'étranger. Il a obtenu une maîtrise en direction d'orchestre au Bard College de New York en 2015.
Au cours de sa formation au Bard College, il a été chef d'orchestre adjoint du Bard College Conductors Institute Summer Orchestra et du Conservatory Orchestra, où il a été encadré par le chef d'orchestre américain Harold Farberman.
Gallastegui était l'élève du maître Enrique García Asensio, qui était disciple et chef d'orchestre adjoint de Sergiu Celibidache. En plus de García Asensio, Gallastegui a également été formé par des professeurs tels que Harold Farberman, Jorma Panula, Apo Hsu, Lawrence Golan, Mark Gibson et Leon Botstein, entre autres.
En mars 2015, il a dirigé la reprise de l'opéra Medea d'Harold Farberman, la première représentation de l'œuvre depuis sa création en 1963,.
Gallastegui était l'élève d'Enrique García Asensio, qui fut disciple et chef assistant de Sergiu Celibidache. Outre García Asensio, Gallastegui a également étudié avec des maestros tels que Harold Farberman, Jorma Panula, Apo Hsu, Lawrence Golan, Mark Gibson et Leon Botstein, entre autres.
En 2017 il a obtenu son doctorat en musicologie de l'Université de La Rioja avec la thèse « Phénoménologie de la musique de Sergiu Celibidache et son influence sur la direction d'orchestre en Espagne », dirigée par Thomas Schmitt, une thèse sur Sergiu Celibidache, l'un des chefs d'orchestre les plus influents dans la technique de direction utilisée en Espagne.
En outre, Gallastegui a également obtenu un diplôme de troisième cycle en direction d'orchestre à la Juilliard School.

## Carrière
En 2016, il est euphonium solo du New York Wind Symphony Orchestra à New York, invité par le chef d'orchestre néerlandais Johan de Meij.

Entre 2016 et 2017, il a été directeur de l'Orchestre Symphonique de Loudoun, ensemble du comté de Loudon, à Ashburn (Virginie, États-Unis),,.

Gallastegui dirigeant l'Orchestre Symphonique Accord au John F. Kennedy Center for the Performing Arts (Washington D.C., 2023).

En septembre 2019, Gallastegui a été chef invité pour diriger le concert d'ouverture de la 5e saison (2019-2020) de l'Orchestre Symphonique Accord (orchestre du DC Strings Workshop) à Washington, D.C. (États-Unis). Le concert a été un succès notable et en octobre 2020, il a été nommé chef principal de l'Orchestre symphonique du Capitole des États-Unis,,,,. En tant que chef d'orchestre de l'Orchestre Symphonique Accord, il a dirigé en 2021, entre autres, le concert du compositeur espagnol Jorge Tabarés avec l'œuvre Dos danzas hispanas.
En 2022, Gallastegui a été invité à diriger le Musikene Symphonic Band (Pays basque), dans lequel il a lui-même joué en tant que musicien il y a des années.
En janvier 2019, Gallastegui est devenu directeur musical du Rockville Concert Band de Rockville (Maryland), après avoir été choisi par le groupe et après un succès notable en dirigeant l'un de leurs concerts en tant que chef invité, et en septembre 2020, il a été officiellement nommé directeur musical principal, devenant le 6e directeur musical (principal) du Rockville Concert Band. En tant que directeur musical, il a promu et dirigé diverses productions musicales,,, notamment la production musicale « The Year 2020 » en 2022, une pièce sur les conséquences de la pandémie de COVID-19 et pour honorer et commémorer toutes les personnes touchées par la pandémie, une pièce composée par le compositeur néerlandais Johan de Meij. La pièce a été mise en scène par Gallastegui et créée en mars 2022 au F. Scott Fitzgerald Theatre à Rockville (Maryland). Gallastegui lui-même a déclaré qu'« écouter de la musique peut aussi être une thérapie. La musique peut nous aider à aller de l'avant. Elle vient en aide aux gens, les accompagne dans leur processus de guérison, dans leur réflexion. ».
En 2023, il a été nommé directeur musical du Rogue Valley Symphonic Band (RVSB) à Ashland (Oregon),,. Depuis 2024, il est directeur exécutif du Bremerton WestSound Symphony Orchestra à Bremerton (Washington),,.
Outre la direction d'orchestre, Gallastegui enseigne également la musique et la direction d'orchestre dans les universités. Il a été professeur adjoint à l'Université du Sud de l'Oregon, où il a dispensé des formations avancées en direction d'orchestre, en étude de partitions et en technique.
Gallastegui est membre de la Conductors Guild, de la League of American Orchestras et de l'American Musicological Society.
Depuis 2013, il est basé aux États-Unis, où il réside depuis lors.

## Vie privée
Réside actuellement aux États-Unis. Il est marié à la chef d'orchestre américaine JoAnna Cochenet. En 2021, il est devenu citoyen américain naturalisé et est actuellement espagnol et américain.

## Orchestrations
Pour orchestre :
- 2012, Die Lotosblume (orchestre à cordes) et "Out of the Schenkenbuch in the Divan" (orchestre symphonique) de Robert Schumann.
- 2011, Liebst du um Schönheit (quatuor à cordes) et Nicht wiedersehen! (orchestre symphonique) de Gustav Mahler.

Publié par l'Université de Navarre et interprété par l'Orchestre symphonique de Navarre.
Pour orchestre à vent :
- 2003, Requiem de Wolfgang Amadeus Mozart.

## Publications
- 2023, Maximizing Conducting Technique with Embodied Music Cognition Theory: A Comprehensive Guide.
- 2023, Unpacking the Link Between Embodied Music Cognition and Sergiu Celidache's Phenomenology of Music.

## Prix et reconnaissances
- 2014, Bourse d'Excellence Rafael del Pino
- 2013-2014, Bourse de direction d'orchestre du Bard College